# Stelnica
Stelnica è un comune della Romania di 1 710 abitanti, ubicato nel distretto di Ialomița, nella regione storica della Muntenia.
Il comune è formato dall'unione di 3 villaggi: Maltezi, Retezatu, Stelnica.